# Gastiáin
Gastiáin (en euskera Gastiain) es un concejo del municipio de Lana en la Comunidad Foral de Navarra (España). Está en la entrada occidental al valle de Lana y es el primer concejo según se entra en él desde Zúñiga. Está al pie del monte Gastiáin de 1 065 m s. n. m. Lo cruzan la carretera NA-7240, el río Gastiáin y el regacho de Narre. Tenía 57 habitantes en 2017. 

## Topónimo
Seguramente significa «lugar propiedad de una persona llamada Gaste(r)». La terminación -áin es frecuente en topónimos navarros e indica «lugar propiedad de». El nombre Gaste o Gaster no está atestiguado, pero Julio Caro Baroja y Alfonso Irigoyen lo relacionan con el euskera gazte ‘joven’, y el nombre euskera de Vitoria: Gasteiz.
En documentos antiguos el nombre aparece como: Gasteayn (1532, 1591, NEN); Gasterayn (1350, NEN) y Gastiayn (1366, NEN).

## Población
| 2010 | 2011 | 2012 | 2013 | 2014 | 2015 | 2016 | 2017 |
| ---- | ---- | ---- | ---- | ---- | ---- | ---- | ---- |
| 62   | 63   | 64   | 63   | 61   | 59   | 59   | 57   |

Fuente: Gobierno de Navarra.

## Economía
Tiene una casa rural. Tiene adjudicado 1/4 de la facería 36, 1/3 de la facería 37, 1/2 de la facería 40, 1/3 de la facería 41, 1/4 de la facería 45 y 1/2 de la facería 85.

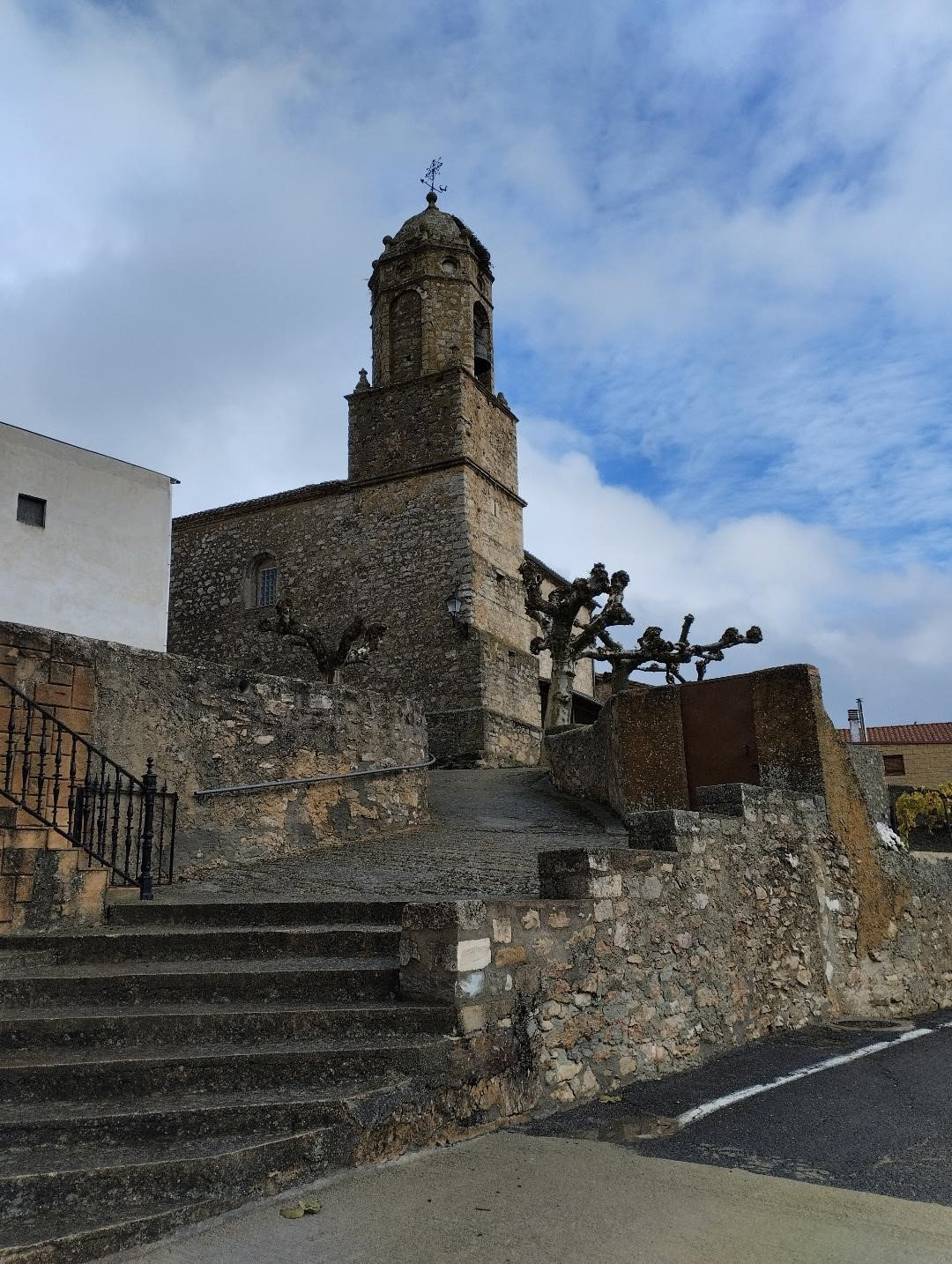
Parroquia de san Saturnino

## Patrimonio arquitectónico
Parroquia de san Saturnino. Es un edificio del siglo XVI de estilo gótico tardío, de una sola nave dividida en cuatro tramos y con cabecera pentagonal. 
En el siglo XVIII se construyó la bóveda de la nave con bóveda de cañón y lunetos, la sacristía y la torre, todas ellas dentro de la corriente barroca. Estas obras coinciden en el tiempo y en estilo con las realizadas en los templos del entorno.
El retablo principal es de estilo romanista, de finales del siglo XVI. Presenta relieves y esculturas de bulto redondo, de madera policromada, obra de Juan de Ayala. Consta de tres calles y tres pisos que rematan en un ático. Lo preside san Saturnino, el santo al que está dedicado el templo.
En un retablo lateral se encuentra la talla gótica (siglo XIII) de la Virgen de Zumadoya, en cuya ermita se veneraba.
Ermitas de la Virgen de Zumadoya, de san Sebastián y de san Miguel.